# Tepelmeme Villa de Morelos
Tepelmeme Villa de Morelos är en kommun i Mexiko.   Den ligger i delstaten Oaxaca, i den sydöstra delen av landet, 250 km sydost om huvudstaden Mexico City.
Följande samhällen finns i Tepelmeme Villa de Morelos:
- Torrecilla